# Buzen
Buzen (japanska: 豊前市?, Buzen-shi) är en stad i Fukuoka prefektur i södra Japan. Staden fick stadsrättigheter 1955.